# フレゼリク3世 (シュレースヴィヒ＝ホルシュタイン＝ゴットルプ公)
フレゼリク3世またはフリードリヒ3世（デンマーク語:Frederik 3.；ドイツ語:Friedrich III., 1597年12月22日 - 1659年8月10日）は、シュレースヴィヒ＝ホルシュタイン＝ゴットルプ公（在位：1616年 - 1659年）。ヨハン・アドルフとその妻でデンマーク・ノルウェー王フレゼリク2世の娘であるアウグスタの間の長男。

## 生涯
1616年に若くして公爵位を相続したフレゼリク3世は、海上貿易によって自領を繁栄させたいという野心を抱いており、伯父のデンマーク＝ノルウェー王クリスチャン4世が1617年に建設した港湾都市グリュックシュタットを建設したのにならい、自らもフリードリヒシュタットを建設した。さらに、アフリカを通らないロシアとサファヴィー朝ペルシア帝国との交易路を開こうともした。1633年、公爵の貿易事業の代理人オットー・ブリュッゲマン、側近のフィリップ・クルシウス、秘書官のアダム・オレアリウスを公国の代表団としてモスクワへ遣わし、通商関係を求めた。ツァーリのミハイル・ロマノフとの間で通商条約を結ぶことは出来なかったが、フレゼリク3世はそれでも諦めず、再び使節を送ろうとしている。
フレゼリク3世は三十年戦争に巻き込まれ、難しい領国経営を迫られた。フレゼリク3世は中立を保とうとしたが、これは本家筋であるデンマーク王家との連合関係を否定し、スウェーデンへと接近することを意味した。1643年に起ったトルステンソン戦争でフレゼリク3世はスウェーデン軍の領国通過を黙認し、デンマークを屈しさせた事でスウェーデンは北方の覇権を打ち立てた。1654年にスウェーデンのヴァーサ家が断絶し、神聖ローマ帝国諸侯のプファルツ家が王位を継承するとフレゼリク世3世はさらにスウェーデンとの友好関係強化を推し進め、フレゼリク3世は娘のヘトヴィヒ・エレオノーラをスウェーデン王カール10世に嫁がせた。フレゼリク3世は、野心的なカール10世がバルト海世界を征服しようとしたデンマーク戦争（北方戦争）を起こすと、スウェーデン軍の領国通過を再度黙認。1658年にスウェーデンはデンマークを一旦は屈服させたが、戦争は終結せず、翌年、諸外国の圧力によりスウェーデン軍は撤退した。フレゼリク3世は、デンマーク王フレデリク3世の軍に包囲されていたテニングの城で亡くなった。翌1660年にカール10世がデンマーク征服に失敗し病死すると、親スウェーデン派であったホルシュタイン＝ゴットルプ家の勢威は衰えた。
フレゼリク3世は非常に優れた文芸の庇護者であり、ゴットルフの地球儀の製作にも深く関わっている。また、息子のクリスチャン・アルブレクトと共に画家のユルゲン・オヴェンスのパトロンであった。

## 子女
1630年、ザクセン選帝侯ヨハン・ゲオルク1世の娘であるマリー・エリーザベトと結婚し、間に16人の子供をもうけた。
- ゾフィー・アウグステ（1630年 - 1680年） - 1649年、アンハルト＝ドルンブルク侯ヨハン6世と結婚
- マグダレーネ・ジビッレ（1631年 - 1719年） - 1654年、メクレンブルク＝ギュストロー公グスタフ・アドルフと結婚
- ヨハン・アドルフ（1632年 - 1633年）
- マリー・エリーザベト（1634年 - 1665年） - 1650年、ヘッセン＝ダルムシュタット方伯ルートヴィヒ6世と結婚
- フリードリヒ（1635年 - 1654年）
- ヘトヴィヒ・エレオノーラ（1636年 - 1715年） - 1654年、スウェーデン王カール10世と結婚
- アドルフ・グスタフ（1637年）
- ヨハン・ゲオルク（1638年 - 1655年）
- アンナ・ドロテア（1640年 - 1713年）
- クリスチャン・アルブレクト（1641年 - 1695年） - リューベック司教、シュレースヴィヒ＝ホルシュタイン＝ゴットルプ公
- グスタフ・ウルリヒ（1642年）
- クリスティーネ・ザビーネ（1643年 - 1644年）
- アドルフ・フリードリヒ（1646年 - 1705年） - リューベック司教
- アドルフ（1647年 - 1648年）
- エリーザベト・ゾフィー（1647年）
- アウグスタ・マリー（1649年 - 1728年） - 1670年、バーデン＝ドゥルラハ辺境伯フリードリヒ7世マグヌスと結婚

| 先代 ヨハン・アドルフ | シュレースヴィヒ＝ホルシュタイン＝ゴットルプ公 1616年 - 1659年 | 次代 クリスチャン・アルブレクト |